# Modelo Take-Grant
El modelo Take-Grant usa grafos dirigidos para especificar los derechos que un sujeto puede transferir a un objeto o que un sujeto puede tomar desde otro sujeto.
En este modelo basado en grafos, los arcos entre objetos y sujetos son etiquetados con letras que representan las operaciones. Dentro de este modelo se manipulan los grafos como objetos formales, donde un vértice representa un usuario, y la etiqueta r representa el privilegio de lectura, w escritura y c al llamado de procesos o funciones.
Basados en estas convenciones tenemos que si existe un arco de x a z, con la etiqueta r, se puede interpretar como “x puede leer z”.